# يوم النيرفانا
عيد بارينيرفانا أو يوم النيرفانا هو عيد بوذي ماهايانا يحتفل به في شرق آسيا من قبل البعض في 8 فبراير ومن قبل الكثيرين في 15 فبراير. يحتفل بهذا العيد الذي يعتقد أن بوذا وصل فيه إلى بارينيرفانا (النيرفانا الكاملة). يحتفل البوذيون عادة بذكرى وفاة بوذا لأنهم يعتقدون بأنه قد تخلص بموته من عذاب الحياة الجسدية.
عادة ما يقرأ في عيد النيرفانا مقاطع من نيرفانا سوترا التي تصف آخر أيام حياة بوذا. كما يقوم البعض بالتأمل في المعابد البوذية والصوامع. كما أن هذا اليوم هو فرصة لإعادة تفكير الشخص حول موته في المستقبل وموت الأشخاص الذين يحبهم.